# Арн (Вюрцбург)
Арн фон Вюрцбург (на немски: Arn von Würzburg; * пр. 855; † 13 юли 892) е епископ на Вюрцбург от 855 до 892 г.

## Управление
През 855 г. крал Лудвиг Немски номинира Арн за епископ на Вюрцбург. През годината, когато започва службата си катедралата на Вюрцбург изгаря от светкавица и той отново я изгражда в чест на Свети Килиан.
Епископ Арн активно участва в имперските събрания и имперските събори (синоди), също е активен военачалник. През 844 г. участва с Хайнрих, маркграф на Фризия, в защитата на Саксония против силното нахлуване на норманите. През 892 г. той предприема с херцог Попо от Тюрингия поход против славяните в Бохемия и на връщане е убит от славянската войска. До 18 век Арн е честван като Светия.